# Саметь
Саметь — село в Костромском районе Костромской области России. Входит в состав Шунгенского сельского поселения.

## История
Первое упоминание данного села было в 1606 году в переписи населения того года. В селе в 1768 году была возведена каменная Никольская церковь.
В Самети был один из известнейших колхозов СССР «XII Октябрь» под руководством дважды Героя Социалистического Труда Прасковьи Малининой.

## Население
| 2008 | 2010 | 2014 |
| ---- | ---- | ---- |
| 709  | ↘695 | ↘688 |

По состоянию на 1 января 2002 года в населенном пункте живут в основном русские (96 %).

## География
Село находится на юго-западе области в южной зоне таёжных лесов на восточном берегу Костромского водохранилища на расстоянии 16 км по Некрасовскому шоссе от Костромы. Абсолютная высота — 86 м над уровнем моря.

### Климат
Климат — умеренно-континентальный, с умеренно теплым летом и умеренно суровой и снежной зимой. Средние температуры: января −12 °C, июля 18 °C. Осадков около 600 мм в год (максимум — летом). Абсолютный минимум температуры воздуха составляет минус 46-50°С. Максимальная плюсовая температура — 34-37°С. Абсолютный максимум при оттепелях +3-4°С. В июле абсолютный минимум при резких похолоданиях в некоторые годы может быть +2-3°С.

### Часовой пояс
Село Саметь (Костромская область) находится в часовой зоне МСК (московское время). Смещение применяемого времени относительно UTC составляет +3:00.